# Рыбница (крепость)
Рыбница — старинная турецкая крепость, расположенная в центре Подгорицы, Черногория.

## Местоположение
Руины средневековой крепости находятся в районе Стара Варош в месте, где река Рыбница впадает в Морачу.

## История
Самый старый источник, в котором упоминается название Рыбница, — «Житие Святого Симеона», написанное до 1216 года, в котором говорится, что Стефан Неманя родился в Зете на Рыбнице. Рыбница, вероятно, в момент рождения Немани была ещё не городом, а небольшим поселением, где проживал отец Немани Завида. Некоторые историки считают, что Неманя родился в замке у слияния рек Рыбница и Морача.
По мнению других исследователей, нет никаких точных данных о том, что в то время Рыбница как поселение вообще существовала, поэтому её упоминание должно быть истолковано как область (так что рождение Немани могло произойти в любой части Зеты). Археологические раскопки, проведённые специалистами из Сербской академии наук и искусств, возглавляемые Павлом Мийовичем в 1963 году, также показали, что во время рождения Немани, не существовало города Рыбница.
Существующая крепость под названием Депедоген (на турецком языке это означает «под холмом») была построена турками между 1474 и 1478 годом во времена правления султана Мехмеда II в качестве защиты от зетских племен, которые уже обладали к тому моменту пушками из Ломбардии.
Материал для её строительства был привезен, как говорят археологи, из руин Дукли.

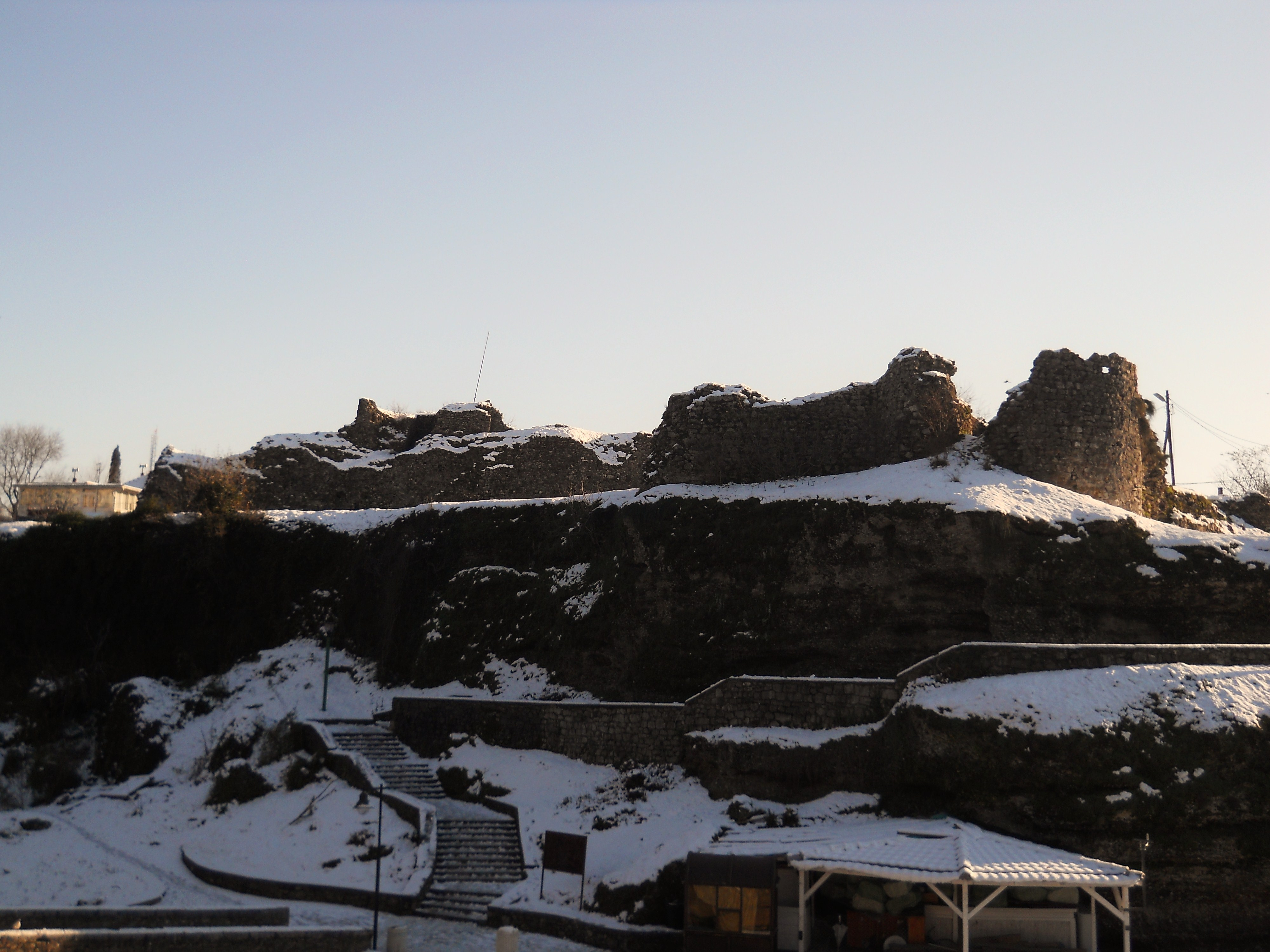
Вид на крепость зимой

От первоначального турецкого строительства остался неизменным только обломок стены с треугольной выступающей частью, которая играла роль башни. Изначально перед крепостью был выкопан ров, который, вероятно, соединял берег Рыбницы с берегом Морачи.
Писатель-путешественник Эвлия Челеби посетил Депедоген в XVII веке и оставил описание крепости. Внутри крепости, по его словами, располагались 300 узких домиков, одна мечеть, зернохранилище, помещения для хранения боеприпасов, пушек и цистерн для воды. Гарнизон укрепления составлял 700 человек.
Долгое время крепость Депедоген использовалась как склад боеприпасов. Она была серьезно повреждена в 1878 году, когда удар молнии вызвал взрыв, разрушивший большую часть внутренних и внешних укреплений.
После освобождения от турок руины оборонительного сооружения разбирали на камни местные жители для строительства своих домов.
В 2016 году были проведены работы по консервации и реставрации юго-западной части крепостных валов крепости

## Современное состояние
Сегодня остатки крепости активно посещают туристы и художники. Руины используются для культурных целей — концертов, кинопоказов, лекций.